# Dismanův rozhlasový dětský soubor
Dismanův rozhlasový dětský soubor je soubor fungující pod Českým rozhlasem. Roku 1935 ho založil režisér Miloslav Disman.

## Historie DRDS
Dne 31. května 1931 vystoupil poprvé v Československém rozhlase Dismanův rozhlasový a divadelní soubor dětí a mládeže Československého rozhlasu v Praze (pod zkratkou DRDS), jehož zakladatelem, dirigentem, režisérem, ředitelem i tajemníkem byl režisér Československého rozhlasu Miloslav Disman. V rozhlase začal Dismanův dětský recitační soubor působit nejprve v rozhlasových dětských činohrách a když byl Miloslav Disman angažován do rozhlasu jako dramaturg a režisér, stal se i jeho soubor trvalým spolupracovníkem dětských rozhlasových programů.
DRDS spolupracoval s „Pražským divadlem pro mládež” Míly Mellanové, divadlem Václava Vaňátka a od roku 1942 s „Intimním divadlem” Jaroslava Dohnala v Umělecké besedě, kde působilo Dismanovo vlastní divadlo „Intimní divadlo dětem” (IDD). IDD zahájilo r. 1943 Karafiátovými Broučky (dramaturg Miroslav Kolář), poté uvedlo Kolářovu hru „O rozmazlené Pamele” a r. 1944 jeho další hru „Bzunďa a Brunďa”, kde na rozdíl od ostatních inscenací většinu rolí hráli členové ID. Autorem hry „Hrdina zlatého kapradí” v r. 1944 byl 13letý V. Ryšánek. Inscenace hry J. Panenkové „Letíme do nebe” se již neuskutečnila v důsledku zákazu veškeré divadelní činnosti. „Broučci” byli hráni denně a měli 332 repríz. Finanční výtěžek byl r. 1944 věnován na letní tábor ve Vráži u Písku na řece Otavě (bývalý tábor YMCY). Tento záměr ohlásil Jaromír Dohnal na silvestrovském představení r. 1943 a táborovou osadu pojmenoval podle nejúspěšnější hry „Broučkov”. Letního soustředění se účastnili například Ladislav Padior (dělnický básník), hudebník František Kaplan či Antonín Kurš s přednáškou o sovětském divadle.
Zdramatisovaní »Broučci«. Intimní divadlo v Umělecké besedě uvede v polovici ledna 1943 Karafiátovy »Broučky« v novém inscenačním hávu. Nová dramatisace Míly Koláře, režie M. Dismana a výtvarná spolupráce ak. malíře Jiřího Trnky slibují, že »Broučci« budou zajímavou divadelní událostí. Přípravné práce zahájil v neděli rež. Disman svědomitým výběrem dětských představitelů. Vyzkoušel přes 60 dětí, které podle mínění svých učitelů nebo rodičů jeví nadání pro dramatický projev. Zkoušela se kvalita hlasu, výslovnost, přednes, pohybové založení a použitelnost v různých oborech.
Venkov, 22.12.1942
Z několika desítek pořadů první svobodné sezóny lze uvést účast DRDS na Tryzně na paměť prezidenta T. G. Masaryka v září 1945 a odpolední pořad v předvečer prvních svobodných Vánoc na Pražském hradě, kde děti recitovaly a zpívaly pro prezidenta Edvarda Beneše, jeho manželku Hanu Benešovou, zaměstnancům hradní správy a jejich dětem. Divadlo mladých diváků (DMD), které Miloslav Disman po válce založil (děti mu říkaly Divadlo Miloslava Dismana) se pro nepřekonatelné technické obtíže brzy rozpadlo. První poválečný „Broučkov” směřoval Disman jako bývalý hraničář v létě 1945 do pohraničních Starých Splavů u Máchova jezera. V poválečných letech Miloslav Disman pokračoval ve svém nápadu přetvořit DRDS v Ústřední studovnu umění pro mládež tzv. ÚSUM. Tento záměr představil v roce 1946. ÚSUM měl kontrolovat veřejnou uměleckou činnost pro děti a sledovat a ovlivňovat činnost školy a rodiny v umělecké přípravě dětí. Tato myšlenka konvenovala i s představami Ministerstva školství, věd a umění.
V průběhu let 1946-1947 se soubor ideologizoval, ustavil své IVE a OVE (ideové a organizační vedení), PROLIT (propagační, literární a tiskový odbor) a několik sekcí (pohybovou, výtvarnou, hudební, politickou). V roce 1946 vystupoval DRDS skoro měsíc v Anglii (např. v Birminghamu před 3000 dělníky, o přestávce na fotbalovém hřišti Aston Villa), opětovně pak s programem, který se skládal z části staročeských tanců a části sovětské.
„Ať v náměstích vzpoury zadupou!” Ano, to je přeci Majakovskij. Mladí recitovali přesně, dávali slovům básníka sovětské revoluce údernost a spád. Nemohl jsem vyrušovat, stál jsem s nataženýma ušima a poslouchal pozorně. „Naše hruď — tympánů měď!” Teprve teď jsem se odhodlal přetrhnout kruh soustředěnosti, popoběhl jsem k recitujícím a hned, jak klesly ruce dirigenta uchopil jsem jednoho z mládenců za rukáv...Za mými zády vytryskla z mladých úst sovětská píseň „Čubčik kučeravýj”.
Rovnost, 29.12.1946, Mládež v rozhlasovém studiu
V létě 1946 se letní tábor Broučkov konal ve Vysokých Tatrách a jeho úkolem bylo budovat československou vzájemnost. V létě 1947 byl již Dismanem pořádán ve spojitosti s projektem Ústřední studovny umění pro mládež a to v Jesenici u Rakovníka a byl označován jako letní pracovní tábor. Na táboře se také objevila rudá vlajka Mladých průkopníků ÚSUM.
Devadesát chlapců a děvčat pracuje pod vedením režiséra Dismana, ale také pod vedením nejstarších členů souboru, na plnění svého velkorysého plánu, který zahrnuje studium divadelních otázek, spojených s praktickými ukázkami, studiem výrazu, vyjadřovacích a pohybových možností, přednášky o výtvarnictví, pohybovou kulturu, politickou výchovu, atd. Rok od roku zdokonaluje Dismanova mládež svou práci. Také letošní letní tábor se vyznačuje řadou nových věcí: především propagačně-literární odbor si vydává vlastní cyklostylovaný deník o 5-10 stránkách...Mladí pionýři kultury splnili skvěle plán letošního Broučkova. Byla v něm zahrnuta dokonce i příprava pro další zájezdy souboru po vlasti i do ciziny. Mladí dismanovci nastupují do další práce v rozhlase a jinde vesele a s písní: „...společnému dílu dáme svoji sílu. Mládí světa půjde s námi ... vždyť hlavní je žít.”
Rovnost, 30.8.1947
Dismanův rozhlasový a divadelní soubor vychoval řadu vynikajících dětských a mladých herců, kteří účinkovali v rozhlasových hrách, v divadle i ve filmu, dodával dětské herce a herečky do programů školského rozhlasu i rozhlasu pro mládež. Děti Dismanova souboru bylo slyšet i v literárních pořadech a vystupovaly společně s Dětským pěveckým sborem Českého rozhlasu. Činnost souboru měla podporu u Ministerstva informaci, Ministerstva školství a ředitelství i závodní rady Československého rozhlasu.
V létě 1948 se Letní pracovní tábor Broučkov konal v Krkonoších na Brádlerově boudě. Podle Dismanových kolektivistických ideálů členové souboru, počínaje šestiletými dětmi a konče osmnáctiletými výrostky, trávili na těchto letních táborech společně několik týdnů způsobem, který jejich vedoucí Disman později nazýval „neskutečnou pohádkou“.
Letošní Broučkov, který byl na Brádlerových boudách u Špindlerova mlýna, vykazuje 18 123 hodiny práce. Úprava hřiště pro ÚRO, senoseč, bouračky, místní telefon mezi dvěma chatami, hospodářské služby — to byla část práce 6nedělního Broučkova. Kromě toho 17 velkých zájezdů, kde DRDS zpíval recitoval a tančil...jezdili obšťastnit rekreanty ÚRO, SČM, Mezinárodní brigádu čí jiné zájemce. Kam přijdou, všude je mají rádi a těžko se s nimi loučí. Nasvědčují tomu dárky na památku, kterých má DRDS celou sbírku. Obrázky, poháry ba i velký hornický kahan v ozdobné skříňce si vysloužili od horníků v Horním Jiřetíně a právem nesou jméno kulturního pionýra SČM...
Rudé právo, 26.9.1948
Vánoční nadílka ve Španělském sále. Zaměstnanecké organisace kanceláře presidenta republiky, hradní stráž a SNB na Hradě uspořádaly pro 450 dětí svých členů první vánoční nadílku ve španělském sále pražského hradu. Nadílky se zúčastnilo také 17 lidických dětí a 46 dětí havířů z dolu Klement Gottwald. Děti i jejich rodiče srdečně uvítaly choť presidenta republiky paní Martu Gottwaldovou, která mezi ně přišla se svou vnučkou. Po pestrém programu, v němž mj. hrála hudba hradní stráže a vystoupil padesátičlenný Dismanův dětský rozhlasový sbor, byly děti pohoštěny a bohatě obdarovány. K vánoční nadílce přidal pro každého z nich president republiky Klement Gottwald svůj osobní vánoční dar — stříbrnou jubilejní stokorunu.
Rudé právo, 21.12.1948

## Soubor pod dalším vedením
Po Miloslavu Dismanovi vedl soubor režisér Jan Berger; v té době z politických důvodů nesl soubor oficiální název „Dětský rozhlasový dramatický soubor“ a spadal pod Hlavní redakci pořadů pro děti a mládež. Od začátku 90. let byla uměleckou vedoucí Dismanova rozhlasového dětského souboru Zdena Fleglová, která spolu s manželem Václavem realizovala nejen výchovu dětí k uměleckým profesím, ale také nejrůznější divadelní představení a jiné akce. Po pětadvaceti letech svého působení předala při příležitosti osmdesátého výročí vzniku DRDS vedení souboru Janě Doležalové Frankové. Ta v práci se souborem úspěšně navázala na vizi svých předchůdců. Soubor vedla do své náhlé smrti 18. června 2021. Od 1. prosince 2021 vede soubor Magdaléna Gracerová Chrzová.
Se souborem spolupracovali herec Martin Janouš, zpěvačka Jana Koubková, režisér Karel Weinlich a mnoho dalších.
Během jedné sezóny jsou zpravidla uvedeny tři až čtyři divadelní premiéry, uskuteční se několik desítek představení v Praze i na zájezdech, včetně zahraničních turné. Soubor trvale spolupracuje s různými uměleckými agenturami, dabingovými a televizními studii.
Soubor má od roku 1990 na repertoáru dětskou židovskou operu Brundibár, která vznikla za války v terezínském ghettu. Operu vydal na CD a videokazetách. S operou absolvoval množství zahraničních zájezdů.
Členové DRDS se podílejí na vysílání Českého rozhlasu. Pro jeho vysílání připravují samostatné publicistické pořady. (Káva u Dismanů, Hnízdo, Podcast Děti se ptají…)
Čerství absolventi souboru jsou sdružováni v umělecké skupině OLDstars.

## Přehled inscenací od roku 1990
| Rok  | Autor – Úprava                                                     | Titul                                   | Režie                                   |
| ---- | ------------------------------------------------------------------ | --------------------------------------- | --------------------------------------- |
| 1990 | Hans Sachs – Jan Berger                                            | Přijeli komedianti                      | Z. Fleglová                             |
| 1990 | Karel Jaromír Erben – Gabriela Heřmanová                           | Zlatý kolovrat, Vodník                  | G. Heřmanová                            |
| 1990 | Hans Christian Andersen – Jan Berger                               | Pasáček vepřů                           | Z. Fleglová                             |
| 1991 | Václav Cibula – Zdena Fleglová                                     | Pražské pověsti                         | Z. Fleglová                             |
| 1991 | Hans Krása, Adolf Hoffmeister                                      | Brundibár                               | Z. Fleglová                             |
| 1992 | Jiří Orten – Zdena Fleglová                                        | Orten                                   | Z. Fleglová                             |
| 1992 | Martin Janouš                                                      | Ruty šuty Arizona                       | M. Janouš                               |
| 1993 | Josef Čapek – Zdeněk Bartoš                                        | Pradědeček a loupežníci                 | Z. Bartoš                               |
| 1993 | Victor Hugo – J. J. Stankovský – Václav Flegl                      | (Les) Bídníci aneb Hra na bídníky       | Z. Fleglová                             |
| 1994 | Karel Hynek Mácha                                                  | Máj                                     | Z. Fleglová                             |
| 1994 | Nikola Hořejš                                                      | Šidisan                                 | N. Hořejš                               |
| 1995 | William Shakespeare – Zdeněk Bartoš                                | Shakesappeal aneb Míchaný půvab         | Z. Bartoš                               |
| 1995 | František Halas, Charles Ferdinand Ramuz                           | Trojmodro (Trois bleu)                  | P. Le Coustumer, Z. Fleglová, I. Tasson |
| 1996 | Norbert Frýd                                                       | Květovaný kůň                           | Z. Fleglová                             |
| 1996 | Sofoklés – Zdena Fleglová                                          | Antigona                                | Z. Fleglová                             |
| 1996 | Patrik Ouředník – I. Vaňková                                       | O princi Čekankovi                      | P. Krištofová                           |
| 1997 | Vladimír Holan – Zdena Fleglová                                    | Zdi                                     | Z. Fleglová                             |
| 1998 | Tomáš Belko                                                        | Pře o vepře aneb Vepři ve při           | Z. Fleglová                             |
| 1998 | Roark Bradford – Zdeněk Bartoš                                     | Černošský Pán Bůh a páni Izraeliti      | Z. Bartoš                               |
| 1998 | Jarmila Čermáková                                                  | Sněhurka svatojánská                    | Z. Fleglová                             |
| 1999 | Hans Christian Andersen – Jan Berger                               | Pasáček vepřů                           | Z. Fleglová                             |
| 2000 | Josef Kolář – Zdena Fleglová                                       | Pražské zdi (Les Murs de Prague)        | P. Le Coustumer, Z. Fleglová            |
| 2000 | Václav Hrabě – T. Staněk, T. Tobiášová                             | Příliš velké srdce                      | T. Staněk, T. Tobiášová                 |
| 2000 | Ivan Wernisch – Zdena Fleglová                                     | Ó kdežpak veselo                        | Z. Fleglová                             |
| 2000 | lidová hra – Jan Berger                                            | Spor u Jesliček                         | Z. Fleglová                             |
| 2001 | Jaroslav Vrchlický                                                 | Noc na Karlštejně                       | Z. Malá, T. Staněk, M. Štechová         |
| 2001 | Karel Hynek Mácha                                                  | Máj                                     | Z. Fleglová                             |
| 2001 | Jana Schmiedtová – T. Staněk, T. Tobiášová                         | Gorilí plavky                           | T. Staněk, T. Tobiášová                 |
| 2001 | Oscar Wilde – Přemysl Rut                                          | Jak je důležité míti Filipa             | Z. Bartoš                               |
| 2002 | Milan Uhde                                                         | Šuhaj Nikola                            | T. Staněk, T. Tobiášová                 |
| 2002 | H. Ch. Andersen – M. Slavík – Zuzana Malá                          | Princezna na hrášku                     | Z. Malá                                 |
| 2002 | A. Dumas, R. Planchon – Z. Fleglová                                | Hra na mušketýry                        | Z. Fleglová                             |
| 2003 | Ivan Jirous – Z. Fleglová                                          | Mladí magoří                            | K. Kratochvíl, A. Košťálová             |
| 2003 | Antoine de Saint-Exupéry – Zuzana Malá                             | Malý princ                              | Z. Malá                                 |
| 2004 | Zdena Fleglová                                                     | Peaceničky                              | Z. Fleglová                             |
| 2004 | William Shakespeare                                                | Sen noci svatojánské                    | K. Kratochvíl, A. Košťálová             |
| 2005 | Václav Kliment Klicpera                                            | Veselohra na mostě                      | J. Konvalinka, T. Průchová              |
| 2006 | Jan Skácel                                                         | Poprchává                               | Z. Fleglová                             |
| 2006 | Josef Lada – Dmitrij Dudík                                         | Mikeš                                   | Z. Fleglová                             |
| 2007 | Stephan Reiss                                                      | Kantáta In memoriam Petr Ginz           | Stephan Reiss                           |
| 2007 | Pavel Šrut                                                         | Příšerky a příšeři                      | M. S. Luhan, A. Košťálová               |
| 2008 | Arne Bendiksen – Jiří Josek                                        | Nezůstávej sám                          | Z. Fleglová                             |
| 2008 | Petr Nikl                                                          | Lingvistické pohádky                    | Z. Fleglová                             |
| 2008 | V. Hugo – J. J. Stankovský – V. Flegl – A. Rut                     | Bídníci                                 | A. Rut                                  |
| 2008 | Edvard Schiffauer, Ivan Binar                                      | Vrať nám, ptáku, hastrmana              | Z. Fleglová                             |
| 2010 | Slawomir Mroźek – Nina Rutová                                      | Paměť                                   | N. Rutová                               |
| 2010 | Jiří Trnka                                                         | Zahrada                                 | M. Vejdělek, T. Gsöllhoferová           |
| 2010 | Oscar Wilde                                                        | Strašidlo cantervillské                 | T. Urbánek                              |
| 2010 | Marcello D'Orta                                                    | Já to doufejme ňák zmáknu               | Z. Fleglová                             |
| 2010 | Jakub Jan Ryba                                                     | Česká mše vánoční                       | Z. Fleglová                             |
| 2012 | William Shakespeare                                                | Zkrocení zlé ženy                       | A. Beránková                            |
| 2012 | Terry Pratchett – Adam Snellgrove                                  | The Fifth Elephant                      | Adam Snellgrove                         |
| 2012 | Bohuslav Reynek, Suzanne Renaud                                    | Zrcadlená tvář                          | Z. Fleglová                             |
| 2014 | Jiří Suchý, Jiří Šlitr a další                                     | Semafor je když...                      | Z. Charvát, M. Podrazilová, T. Vacek    |
| 2014 | Louis Pergaud – Josef Tuček, Ondřej Tuček                          | Knoflíková válka                        | Josef Tuček, Magdalena Podrazilová      |
| 2014 | Norbert Frýd                                                       | Květovaný kůň                           | Z. Fleglová                             |
| 2015 | Renata Pohorská                                                    | Kam kane mana                           | Z. Fleglová                             |
| 2015 | Maurice Sendak                                                     | Tam, kde žijí divočiny                  | Jana Franková                           |
| 2015 | Petr Nikl                                                          | O žabě, starém veteránovi a ozvěně      | Jana Franková                           |
| 2016 | D. Hilarová, M. R. Křížková, H. Hachenburg a další – Jana Franková | …a bolelo nebe                          | Jana Franková                           |
| 2017 | William Shakespeare                                                | Hamlet princ dánský                     | Josef Tuček, Sebastian Baalbaki         |
| 2017 | Ivan Martin Jirous – Jana Franková                                 | Do velké krajiny Dudédu                 | Jana Franková                           |
| 2017 | Iva Procházková – Jana Franková                                    | Kam zmizela Rebarbora?                  | Jana Franková                           |
| 2017 | Josef Čapek, František Hrubín, Jan Skácel – Jana Franková          | Maloval motýlími křídly                 | Jana Franková                           |
| 2017 | Miloš Doležal – Jana Franková                                      | KAM ZMIZEL MŮJ STRÝC, PANE PRESIDENTE?  | Jana Franková                           |
| 2018 | Karel Plicka, Karel Weis, Miloš Doležal – Jana Franková            | Český rok                               | Jana Franková                           |
| 2018 | Guus Kuijer – Jana Franková                                        | Všehokniha                              | Jana Franková, Jan Hnilička             |
| 2018 | Ota Pavel – Jana Franková                                          | Pohádka o Raškovi                       | Jana Franková                           |
| 2018 | Miloš Doležal – Jana Franková                                      | Pepito (ne)plivej! aneb On the Road     | Jana Franková                           |
| 2019 | autorská inscenace                                                 | Dostatečný prostor                      | Jan Hnilička                            |
| 2019 | autorská inscenace                                                 | Sumec                                   | Vít Vencl                               |
| 2019 | Michelle Cuevas – Jana Franková                                    | Zpověď Jonatána Papírníka               | Jana Franková                           |
| 2019 | Jan Hanuš, Václav Renč, Klement Bochořák                           | Malá vánoční muzika                     | Jana Franková                           |
| 2020 | Daisy Mrázková – Viktorie Čermáková                                | Zpátky do lesa                          | Viktorie Čermáková                      |
| 2023 | Magdaléna Gracerová Chrzová a kol.                                 | 3D                                      | M. Gracerová Chrzová                    |
| 2023 | Jana Franková a Miloš Doležal                                      | Čigoligo, Jestřábe, aneb motýl ve tváři | Anna Vrbovská                           |
| 2023 | Jana Šrámková – Petr Gojda                                         | Bratři v poli                           | M. Gracerová Chrzová                    |
| 2024 | Ernst Jandl – Vlastimil Kaňka                                      | Tady si sednu a napíšu báseň            | Vlastimil Kaňka                         |
| 2025 | František Halas – M. Gracerová Chrzová                             | Před usnutím                            | M. Gracerová Chrzová                    |
| 2025 | Jan Zahradníček – L. M. Marešová                                   | Počítám součky na podlaze žalářní       | Luisa Marie Marešová                    |
| 2025 | Bára Dočkalová                                                     | Až půjde do tuhýho                      | M. Gracerová Chrzová                    |
| 2025 | koláž – A. Vrbovská, L. M. Marešová                                | Běží časy                               | A. Vrbovská, L. M. Marešová             |

## Známí členové
Souborem za dobu jeho existence prošla řada významných osobností, například:
- Denisa Barešová
- Zdeněk Borovec
- Libor Bouček
- Tereza Duchková
- Marek Eben
- Jindřich Fairaizl
- Kryštof Hádek
- Markéta Hrubešová
- Ester Janečková
- Aťka Janoušková
- Jitka Ježková
- Livia Klausová
- Pavel Kohout
- Petr Kopta
- Kateřina Kristelová
- Kristýna Květová
- Karel Kyncl
- Petr Lněnička
- Dana Morávková
- Adam Novák
- Sandra Nováková
- Gabriela Osvaldová
- Tereza Pergnerová
- Jiří Ployhar
- Václav Postránecký
- Gabriela Přibylová
- Radim Špaček
- Jarmila Šusterová
- Tereza Tobiášová
- Bohumil Švarc
- Nataša Tanská
- Jan Teplý mladší
- Tomáš Žatečka
- Tomáš Töpfer
- Pavel Vantuch
- Radek Valenta
- Josef Vinklář
- Alena Vránová
- Pavel Vrba
- Petr Březina